# Maksimilian Voloixin
Maksimilian Aleksàndrovitx Kirienko-Voloixin (rus: Максимилиа́н Алекса́ндрович Кирие́нко-Воло́шин), conegut habitualment com a Max Voloixin (28 de maig de 1877 - 8 de novembre de 1932), fou un poeta rus nascut a Ucraïna, llavors part de l'Imperi Rus. Va ser un dels representants significatius del moviment simbolista en la cultura i la literatura russa. Es va fer famós com a poeta i crític literari i artístic, i els seus escrits foren publicats en moltes revistes contemporànies de principis del segle xx, incloent Vessi, Zolotoie runo ('El velló d'or'), i Apol·lon. És conegut també per les seves brillants traduccions de diversa poesia i prosa franceses al rus.

## Biografia

### Primers anys
Voloixin va néixer a Kíiv el 1877. Va passar la seva primera infància a Sebastòpol i Taganrog. Segons es diu, "els seus estudis va incloure un parell d'anys a l'establiment Polivànov i una escola a Crimea, on en 1893 la seva mare havia comprat una parcel·la de terreny barat a Koktebel." Després de l'escola secundària, Voloixin va entrar a la Universitat de Moscou durant una "època de ressorgiment del moviment estudiantil radical a Rússia". Voloixn va participar activament en aquest moviment, "el que va donar lloc a la seva expulsió de la Universitat en 1899."
Sense desanimar-se, Voloixin "va reprendre els seus viatges al llarg i ample de Rússia, sovint a peu." El 1900, va treballar amb una expedició de reconeixement de la ruta del Ferrocarril Orenburg-Taixkent. Va descriure així aquest període de la seva vida:
| « | L'últim any de l'odiós segle xix estava arribant a la seva fi; 1900 va ser l'any de les Tres xerrades de Soloviov la seva carta sobre el final de la història del món, l'any de la rebel·lió dels bòxers a la Xina, un any en què, a diferents parts de Rússia, diversos nens russos, que després es van convertir en els poetes i els portadors del seu esperit, de manera clara i tangible sentien els canvis dels temps. A les estepes i deserts del Turquestan, on vaig conduir caravanes de camells, vaig passar per les mateixes experiències en els mateixos dies que Blok en els pantans de Xakhmatovo i Beli als murs de Novodévitxi. | » |

Al seu retorn a Moscou, Voloixin no va buscar la reincorporació a la universitat, sinó que va continuar els seus viatges a llocs com Europa Occidental, Grècia, Turquia i Egipte. Sembla que "la seva estada a París i el viatge per tot França va tenir un efecte particularment profund en "ell i va tornar a Rússia "convertit en un veritable parisenc."
Si bé durant aquest temps a Rússia hi havia "nombrosos grups i tendències literàries, conegudes com l'Edat de Plata," Voloixin es va mantenir al marge malgrat "ser un amic proper de moltes figures culturals destacades del moment." En els versos dedicats a Valeri Briússov va escriure: "Al món, sóc un transeünt, a prop de tot i, no obstant això, un estrany per a tothom."

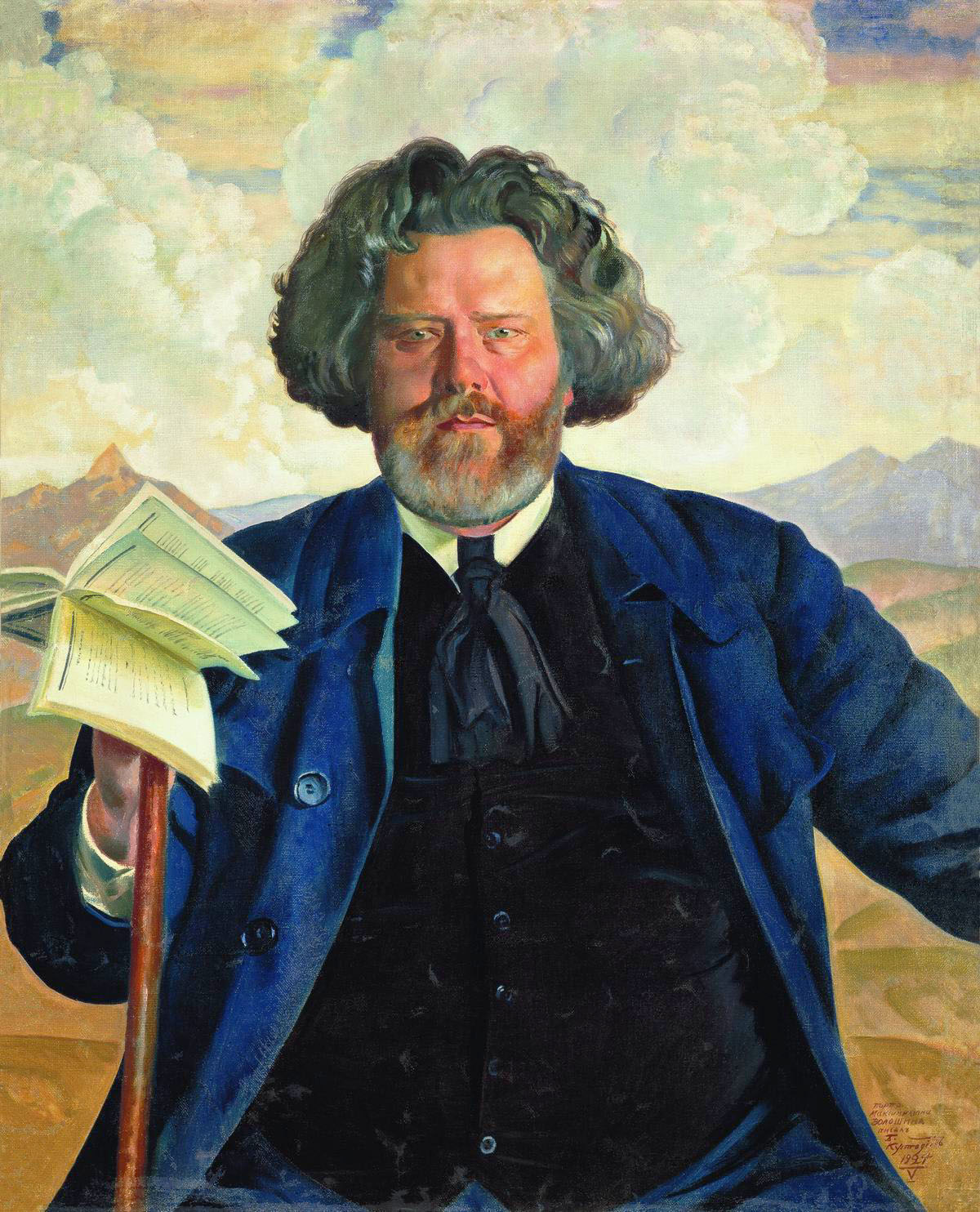
Maksimilian Voloixin per Borís Kustódiev (1924)

Quan "un boig" va arrencar la famosa tela de Repin Ivan el Terrible matant el seu fill amb un ganivet, un fet absolutament xocant a la Rússia intel·lectual, Voloixin fou l'única persona al país a defensar a l'home, "indicant que era una declaració estètica apropiada a la pintura, que mostra un gust gore i dolent". Voloixin va tenir una breu relació amb la també escriptora Margarita Sabaixnikova, però aviat es va trencar, i això va tenir un efecte profund en la seva obra. A poc a poc, Voloixin es va retirar de nou a Koktebel, Crimea, on havia passat gran part de la seva infància. La seva primera col·lecció de poemes va aparèixer el 1910, aviat seguida per altres. El seu recull d'assajos fou publicat el 1914.

### Vida i obra
Durant els anys de la Primera Guerra Mundial, Voloixin, que es trobava a Suïssa en aquell moment, va demostrar ser un autor de poemes profundament interessants, i es va dedicar a fer una exploració, amb base historicofilosòfica, dels tràgics successos de la seva Rússia contemporània. Era conegut pel seu humanisme, i feia una crida "en els dies de revolucions a ser un ésser humà, no un ciutadà" i "en els disturbis de guerres a fer realitat la unitat, a ser no una part, sinó el tot: no d'una banda, sinó d'ambdues."
Finalment Voloixin va tornar de nou a França, on va romandre fins al 1916. Un any abans de la revolució de febrer a Rússia, Voloixin va tornar al seu país d'origen i es va instal·lar a Koktebel. Viuria allà fins al final de la seva vida. La guerra civil que vingué a continuació va provocar que Voloixin escrigués poemes llargs que uneixen el que estava passant a Rússia al seu passat llunyà, mitificat. Més tard, Voloixin seria acusat del pitjor pecat en el llibre de l'ideòleg soviètic: mantenir-se al marge de la lluita política entre Rojos i Blancs. De fet, va tractar de protegir els Blancs dels Rojos, i els Rojos del Blancs. La seva casa, avui museu, encara té un nínxol clandestí en el qual s'amagaven persones les vides de les quals estaven en perill.
Es diu que "mai les obres d'un poeta no van estar tan estretament lligades amb el lloc on vivia. Es va recrear en el món semimític dels cimmeris en imatges i versos. Va pintar paisatges de la Crimea oriental primitiva. La naturalesa mateixa semblava respondre a l'art de Voloixin. Si un mira a l'est del Museu Voloixin, hi ha una muntanya la forma de la qual és sorprenentment similar al perfil de Voloixin."
Miraculosament, Voloixin va sobreviure a la Guerra Civil, i en la dècada del 1920, amb l'aprovació del Comissariat Popular d'Educació de la RSFSR, va crear una casa de repòs lliure per a escriptors a casa seva, d'acord amb el seu rebuig de la propietat privada. No obstant això, ell va seguir traient la major part de la seva inspiració de la soledat i la contemplació de la natura.
Durant els últims anys de la seva vida, es va guanyar un reconeixement addicional com a subtil pintor d'aquarel·la. Moltes de les seves obres d'art ara pertanyen a museus de tot el món, mentre que altres es mantenen en col·leccions privades a Rússia i a l'estranger.

## Llegat

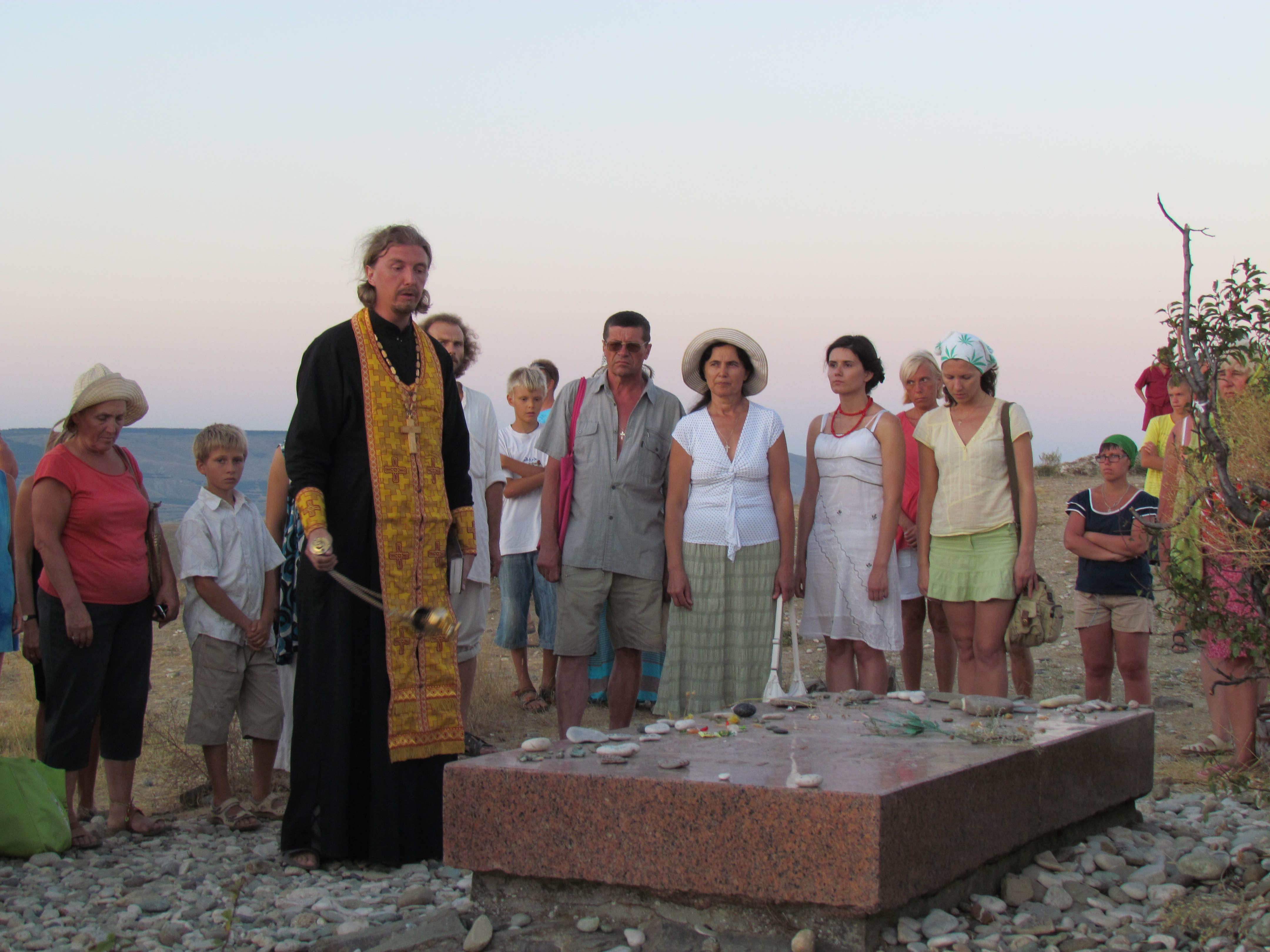
Tomba de Voloxin, en un turó damunt de Koktebel a Crimea

Tot i que alguns crítics poden fer notar que la poesia de Voloixin "pot ser estèticament inferior a la de Pasternak o d'Akmàtova, i és una mica irregular", s'ha observat que "conté idees filosòfiques profundes i ens diu més sobre la història de Rússia que les obres de qualsevol altre poeta." Molts dels comentaris de Voloixin semblen ser profètics. En un estat normal, va escriure, dues classes estan fora de la llei: els criminals i la classe dominant. Avui en dia, Rússia s'ha adonat plenament d'aquest principi. La integritat de Voloixin i les seves idees profundes van fer d'ell una no-persona a la Unió Soviètica, i ni un sol poema seu va ser publicat a la URSS en el període 1928-1961. S'ha teoritzat que "si no hagués mort el 1932, sens dubte s'hauria convertit en una altra víctima de la Gran Purga. "'Aquesta no és la primera vegada que, somiant amb la llibertat, construïm una nova presó ", es pot llegir a la primera línia d'un dels millors poemes de Voloixin.
El petit poble de Voloixin, Koktebele, al sud-orient Crimea, que va inspirar gran part de la seva poesia, encara conserva la memòria del seu famós poeta, que va ser enterrat allà en una muntanya que ara porta el seu nom. La seva "casa d'un poeta" (ara un museu) continua atraient gent de tot arreu del món, que recorda els dies en què el seu propietari va ser l'amfitrió d'una corrua sense fi de poetes, artistes, actors, científics i vagabunds. Se'l considera com un dels poetes més notables de l'Edat de Plata. Els seus poemes van ser musicats i són freqüentment interpretats per cantants i compositors.
La banda russa de rock progressiu Little Tragedies ha musicat tres dels poemes de Voloixin.

## Traduccions al català
- Dels troncs d'oliveres velles. Apunts de Max Voloixin en el seu viatge a Valldemossa el 1901; tria i traducció, Gerard Adrover i Thomàs, Laia Martínez i López ; pròleg, Laia Martínez i López. Lleonard Muntaner Editor. 2011. ISBN 8415076487 ISBN 978-8415076483
- Andorra i el poeta. Max Voloixin ; pròleg de Iekaterina Iurievna Guénieva, Iuri Petrovitx Kortxaguin, Gilbert Saboya i Sunyer. Ministeri d'Afers Exteriors. Govern d'Andorra, 2016. (edició bilingüe català / rus) ISBN 978-99920-0-799-0